# Philosophie politique
 (septembre 2024).

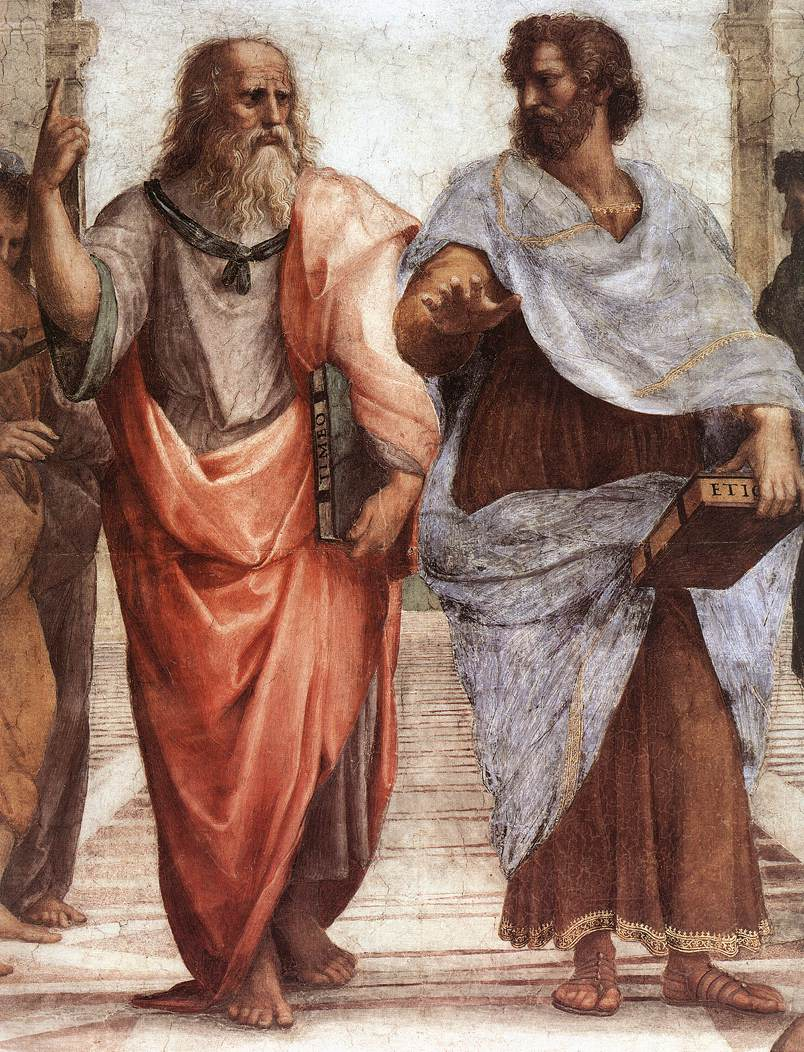
Platon (à gauche) et Aristote (à droite), deux figures majeures de la philosophie politique et de la pensée grecque classique, représentés dans "L'École d'Athènes", une fresque du peintre italien Raphaël.

La philosophie politique est une branche de la philosophie qui étudie les questions relatives au pouvoir politique, à l'État, au gouvernement, à la loi, à la politique, à la paix, à la justice et au bien commun entre autres. Elle est considérée comme une des branches de la philosophie pratique à côté de la philosophie du droit et de la philosophie morale.
En tant que recherche philosophique, elle se distingue de celles menées par les sciences humaines et sociales (sociologie, histoire, psychologie, psychologie politique, science politique) en ce que, à la différence de celles-ci qui s'attachent à ce qui existe historiquement et particulièrement, elle est fondée sur la recherche d'un universel, guidée par la question du juste, du meilleur et du légitime. Cette recherche aboutirait-elle à l'impossibilité de son achèvement que cela ne changerait pas la nature de la recherche.
De nos jours, la science politique est devenue inséparable de la philosophie politique.

## Définition
Selon Leo Strauss, toute tentative de définir la philosophie politique suppose de contourner deux erreurs :
- la première consiste à ne considérer la philosophie politique que comme une dépendance subalterne de la philosophie dans son ensemble. Cette généralisation abusive pose des problèmes, dans la mesure où elle fait l'économie des divergences profondes entre l'histoire de la philosophie politique, et celle de la philosophie[3] ;
- la seconde consiste à n'y voir qu'un simple prolongement de l'analyse politique. En effet, si la philosophie politique ressortit à la pensée politique, toute pensée politique n'est pas une philosophie politique : « un penseur politique qui ne serait pas un philosophe s'intéresserait ou s'attacherait avant tout à un ordre ou à une législation politique spécifique ; le philosophe politique s'intéresse et s'attache avant tout à la vérité »[4],[3]. Parce que son objet est fortement enraciné dans la réalité humaine, « par un rapport à la fois nécessaire, indépassable, et indéfiniment problématique avec les expériences et les opinions effectivement présentes dans la vie réelle de la cité » la philosophie politique se caractérise par une tension constante entre la théorie et la pratique : tout en assumant une portée universelle, elle se doit de faire la part de l'existant[3].

## Historique
L'histoire de la philosophie politique remonte aux premiers écrits politiques connus de l'Inde antique. La Grèce antique et la Rome antique ont été tout particulièrement fécondes dans la formulation de théories politiques, irriguant la philosophie politique des millénaires suivants. 

## Doctrines
- Anarchisme
- Communisme
- Socialisme
- Libéralisme
- Réactionnisme
- Conservatisme
- Progressisme
- Fascisme
- Théocratie
- Utopies politiques
- Monarchisme
- Autoritarisme
- Libertarianisme
- Imperialisme
- Royalisme
- Républicanisme

## Thèmes
- Citoyenneté
- Le bien commun
- l'État
- la loi naturelle
- le droit et la justice
- le droit naturel
- le pouvoir et l'autorité
- les libertés politiques
- les lois
- les théories du contrat social
- souveraineté
- L'éthique
- La morale
- théories sociologiques du comportement politique

## Auteurs majeurs en philosophie politique

### Antiquité
- Aristote
- Cicéron
- Platon
- Polybe
- Tacite
- Thucydide
- Xénophon

### Moyen Âge
- Al-Farabi
- Dante Alighieri
- Eusèbe de Césarée
- Maïmonide
- Marsile de Padoue
- Saint Augustin
- Thomas d'Aquin
- Ptolémée de Lucques
- Jean de Salisbury
- Brunetto Latini
- Gilles de Rome
- Bonvesin della Riva
- Guido Faba
- Orfino de Lodi
- Giovanni da Vignano
- Geremia da Montagnone
- Filippo Ceffi
- Al Mawardi
- Muhammad al Ghazali
- Ibn Taymiyya

### Période moderne

#### XVesiècle
- Marsile Ficin
- Nicolas Machiavel
- Jean de Viterbe
- Poggio Bracciolini
- Claude de Seyssel
- Pierre Crockaert

#### XVIesiècle
- Étienne de La Boétie
- Jean Bodin
- Giovanni Botero
- Tommaso Campanella
- Jean Louis Vivès
- Thomas More
- Bartolomé de las Casas
- François Guichardin
- Innocent Gentillet
- Johannes Althusius
- Charles Loyseau
- Richard Beacon

#### XVIIesiècle

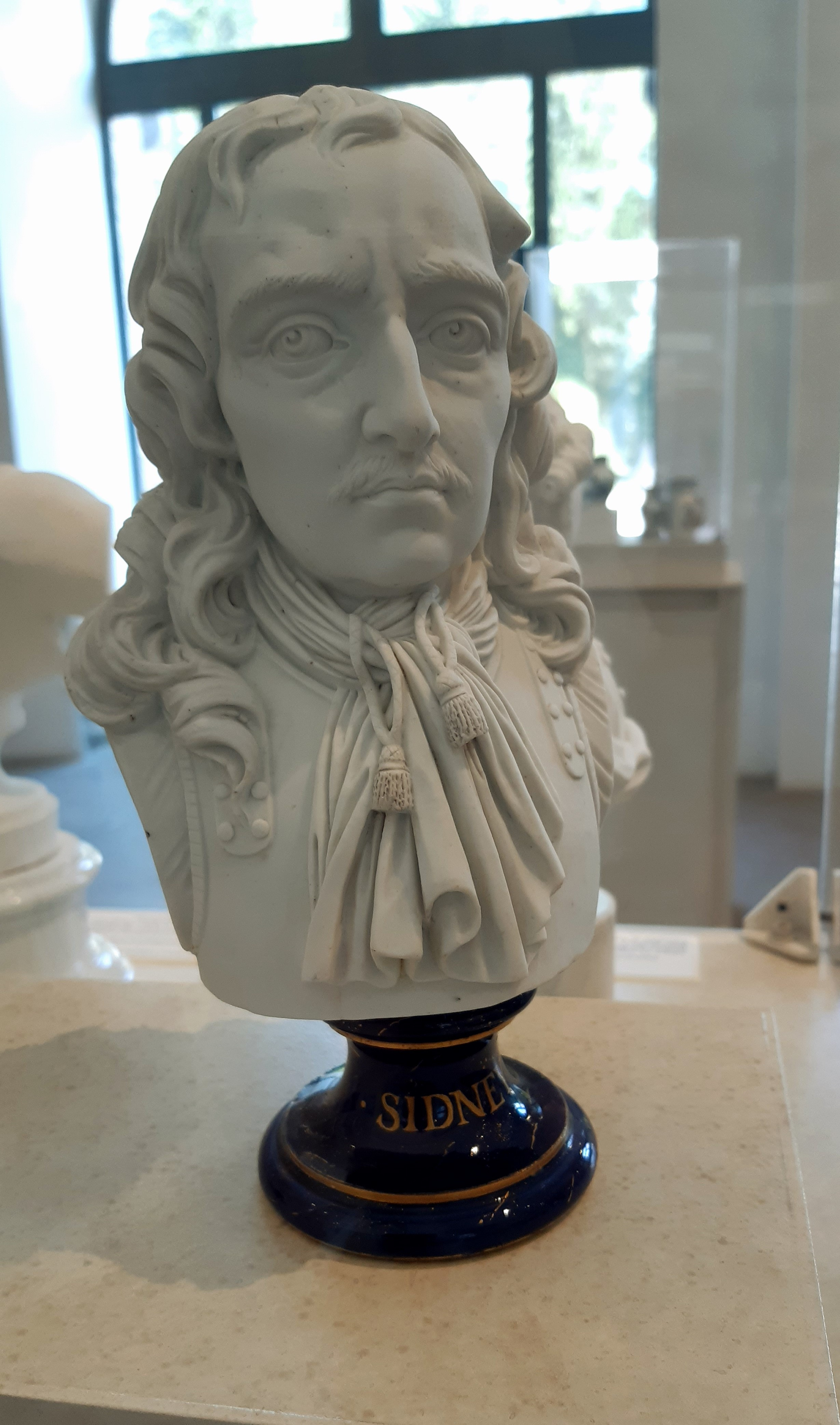
Buste d'Algernon Sydney, musée de la Révolution française.

- Algernon Sydney
- Baruch Spinoza
- Duddley Digges
- Gerard Winstanley
- Henry Parker
- Hugo Grotius
- James Harrington
- John Hayward
- John Hall[5]
- John Locke
- John Maxwell (en)
- Petrus Cunaeus
- Philip Hunton
- Robert Filmer
- Samuel von Pufendorf
- Thomas Hobbes

#### XVIIIesiècle
- Anacharsis Cloots
- Antoine Destutt de Tracy
- Cesare Beccaria
- Claude-Henri de Rouvroy de Saint-Simon
- David Hume
- Edmund Burke
- Emmanuel Kant
- Étienne Bonnot de Condillac
- François Quesnay
- Gabriel Bonnot de Mably
- Germaine de Staël
- Jean-Jacques Rousseau
- Johann Georg Schlosser
- Joseph von Sonnenfels
- Louis de Bonald
- Montesquieu
- Nicolas de Condorcet
- Paul Thiry d'Holbach
- Pietro Verri
- Thomas Paine
- Voltaire
- Wilhelm von Humboldt
- William Godwin
- William Paley

#### XIXesiècle
- Alexis de Tocqueville
- Antonio Labriola
- Antoine Blanc de Saint-Bonnet
- Auguste Comte
- Benjamin Constant
- Charles Fourier
- Élisée Reclus
- Étienne Cabet
- Félicité Robert de Lamennais
- Franz Mehring
- Georg Wilhelm Friedrich Hegel
- Henry David Thoreau
- Henry Sidgwick
- Jeremy Bentham
- Johann Gottlieb Fichte
- John Stuart Mill
- Joseph Dietzgen
- Joseph de Maistre
- Juan Donoso Cortés
- Karl Marx
- Leonard Trelawny Hobhouse
- Louise Michel
- Max Stirner
- Mikhaïl Bakounine
- Moritz Rittinghausen
- Robert Owen
- Philippe Buchez
- Pierre Joseph Proudhon
- Pierre Kropotkine
- Vincent Bacallar
- Voline
- William Thompson

### Période contemporaine
- Alain Badiou
- Albert Camus
- Alexandre Kojève
- Alfred Schütz
- Amartya Sen
- Anselm Jappe
- Anton Pannekoek
- Antonio Gramsci
- Ayn Rand
- Carl Schmitt
- Carlos Astrada
- Chantal Mouffe
- Charles Taylor
- Claude Lefort
- Cornelius Castoriadis
- Daniel Bensaïd
- Daniel Guérin
- Eduard Bernstein
- Eric Voegelin
- Félix Guattari
- Franz Neumann
- Georg Lukács
- Gilles Deleuze
- Giorgio Agamben
- Gustave Thibon
- Guy Debord
- Hannah Arendt
- Hans Blumenberg
- Hans Jonas
- Hélène Landemore
- Henri Temple
- Herbert Marcuse
- Isaiah Berlin
- Ivan Illich
- Jacob Taubes
- Jacques Derrida
- Jacques Ellul
- Jacques Rancière
- Jean-Paul Sartre
- John Dewey
- John Rawls
- Jürgen Habermas
- Karl Popper
- Leo Strauss
- Louis Althusser
- Marcel Gauchet
- Martha Nussbaum
- Maurice Merleau-Ponty
- Max Horkheimer
- Michel Foucault
- Michael Walzer
- Marcel de Corte
- Michel Onfray
- Pierre Manent
- Raymond Aron
- Robert Nozick
- Rosa Luxemburg
- Simone Weil
- Slavoj Žižek
- Theodor W. Adorno
- Toni Negri
- Walter Benjamin

#### Wikisource
- La Politique, Aristote
- Traité politique, Spinoza